# Moerai
Moerai es una comuna asociada de la comuna francesa de Rurutu que está situada en la subdivisión de Islas Australes, de la colectividad de ultramar de Polinesia Francesa.

## Composición
La comuna asociada de Moerai comprende una fracción de la isla de Rurutu.

## Demografía
| Gráfica de evolución demográfica de Moerai entre 1977 y 2017 |
|                                                              |

Fuente: Insee